# Жуана Брагансская
Жуана Брагансская (18 сентября 1635, Герцогский дворец Вила-Висоза, Эвора, Португалия — 17 ноября 1653, Дворец Рибейра, Лиссабон, Португалия) — принцесса Бейра, старшая выжившая дочь короля Португалии Жуана IV (первого из династии Браганса) и его супруги Луизы де Гусман.
Жуана родилась в Вила-Висоза 18 сентября 1635 года. Её отец объявил её первой принцессой Бейра, титул, который впоследствии стали носить старшие дочери монархов. Она умерла незамужней в Лиссабоне в возрасте восемнадцати лет 17 ноября 1653 года. Сначала она была похоронена в монастыре Жеронимуш, а затем была перевезена в монастырь Сан-Висенте-де-Фора.